# Фильбах
Фильбах (нем. Vielbach) — община в Германии, в земле Рейнланд-Пфальц. 
Входит в состав района Вестервальд. Подчиняется управлению Зельтерс (Вестервальд).  Население составляет 534 человека (на 31 декабря 2010 года). Занимает площадь 4,55 км².